# Première Division (Mali)
Die Malian Première Division (Sponsorenname: Ligue 1 Orange Mali) ist die höchste Spielklasse des nationalen Fußballverbands von Mali und wurde 1966 gegründet. Rekordsieger ist Djoliba AC aus der Hauptstadt Bamako mit 24 Meisterschaften.

## Teilnehmer der Saison 2024/25
An der Saison 2024/25 nehmen die folgenden 14 Vereine teil.
- Académie des Etoiles du Mandé
- Afrique Football Élite
- AS Bakaridjan de Barouéli
- AS Korofina
- AS Police de Bamako
- AS Real Bamako
- Binga FC
- Djoliba AC
- FC Diarra de la Commune 4
- Onze Créateurs de Niaréla
- Stade Malien
- US Bougouba
- US Bougouni
- USFAS Bamako

## Alle Meister
- 1966: Djoliba AC (Bamako)
- 1967: Djoliba AC (Bamako)
- 1968: Djoliba AC (Bamako)
- 1969: AS Real Bamako (Bamako)
- 1970: Stade Malien (Bamako)
- 1971: Djoliba AC (Bamako)
- 1972: Stade Malien (Bamako)
- 1973: Djoliba AC (Bamako)
- 1974: Djoliba AC (Bamako)
- 1975: Djoliba AC (Bamako)
- 1976: Djoliba AC (Bamako)
- 1977: keine Meisterschaft
- 1978: keine Meisterschaft
- 1979: Djoliba AC (Bamako)
- 1980: AS Real Bamako (Bamako)
- 1980/81: AS Real Bamako (Bamako)
- 1982: Djoliba AC (Bamako)
- 1983: AS Real Bamako (Bamako)
- 1983/84: Stade Malien (Bamako)
- 1985: Djoliba AC (Bamako)
- 1986: AS Real Bamako (Bamako)
- 1987: Stade Malien (Bamako)
- 1988: Djoliba AC (Bamako)
- 1988/89: Stade Malien(Bamako)
- 1990: Djoliba AC (Bamako)
- 1991: AS Real Bamako (Bamako)
- 1991/92: Djoliba AC (Bamako)
- 1992/93: Stade Malien (Bamako)
- 1993/94: Stade Malien (Bamako)
- 1994/95: Stade Malien (Bamako)
- 1995/96: Djoliba AC (Bamako)
- 1996/97: Djoliba AC (Bamako)
- 1997/98: Djoliba AC (Bamako)
- 1998/99: Djoliba AC (Bamako)
- 1999/00: Stade Malien (Bamako)
- 2000/01: Stade Malien (Bamako)
- 2002: Stade Malien (Bamako)
- 2002/03: Stade Malien (Bamako)
- 2004: Djoliba AC (Bamako)
- 2005: Stade Malien (Bamako)
- 2005/06: Stade Malien (Bamako)
- 2007: Stade Malien (Bamako)
- 2007/08: Djoliba AC (Bamako)
- 2008/09: Djoliba AC (Bamako)
- 2009/10: Stade Malien (Bamako)
- 2010/11: Stade Malien (Bamako)
- 2011/12: Djoliba AC (Bamako)
- 2012/13: Stade Malien (Bamako)
- 2013/14: Stade Malien (Bamako)
- 2014/15: Stade Malien (Bamako)
- 2016: Stade Malien (Bamako)
- 2017: Meisterschaft abgebrochen
- 2018: keine Meisterschaft
- 2019/20: Stade Malien (Bamako)
- 2020/21: Stade Malien (Bamako)
- 2021/22: Djoliba AC (Bamako)
- 2022/23: AS Real Bamako
- 2023/24: Djoliba AC

## Anzahl der Meisterschaften
| Verein         | Stadt  | Titel | letzter Titel |
| -------------- | ------ | ----- | ------------- |
| Djoliba AC     | Bamako | 24    | 2024          |
| Stade Malien   | Bamako | 23    | 2021          |
| AS Real Bamako | Bamako | 6     | 1991          |